# Франц (лунный кратер)
Кратер Франц (лат. Franz) — крупный ударный кратер в области юго-восточного побережья Залива Любви на видимой стороне Луны. Название присвоено в честь немецкого астронома Юлиуса Генриха Франца (1847—1913) и утверждено Международным астрономическим союзом в 1935 г. 

## Описание кратера

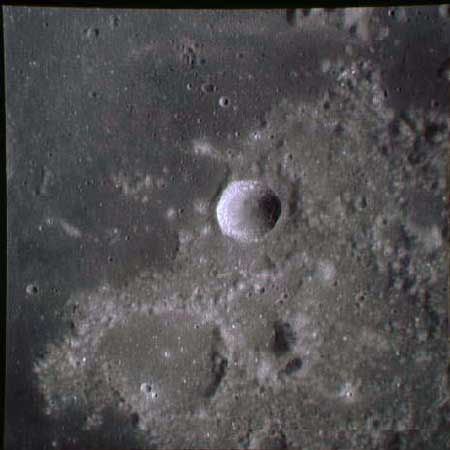
Кратер Франц (в нижнем правом углу), правее него сателлитный кратер Прокл Е, в центре Прокл D. Снимок с борта Аполлона-17.

Ближайшими соседями кратера Франц являются кратер Теофраст на северо-западе; кратер Кармайкл на севере и кратер Лайелл на юге. На юго-востоке от кратера расположено Болото Сна; на юго-западе пик Эсама. Селенографические координаты центра кратера 16°34′ с. ш. 40°14′ в. д. / 16,57° с. ш. 40,24° в. д., диаметр 25,5 км, глубина 590 м.
Кратер Франц имеет близкую к циркулярной форму с небольшим выступом в северо-западной части и значительно разрушен. Чаша кратера затоплена лавой, над поверхностью которой выступает лишь узкая сглаженная вершина вала отмеченная множеством мелких кратеров. Альбедо чаши кратера соответствует альбедо Болота Сна и значительно выше чем у поверхности Залива Любви. К восточной части вала примыкает сателлитный кратер Прокл E. В юго-западной части чаши расположена приметная пара маленьких кратеров, меньший из этих кратеров окружен областью выброшенных пород с высоким альбедо. На снимке зонда Lunar Reconnaissance Orbiter в восточной части чаши кратера Франц обнаружен свежий маленький кратер образованный падением астероида диаметром около 50 см в интервале времени с августа 1971 г (когда был сделан снимок в схожих условиях с борта Аполлона-15) до сентября 2009 г (дата снимка зонда Lunar Reconnaissance Orbiter).

## Сателлитные кратеры
Отсутствуют.

## См.также
- Список кратеров на Луне
- Лунный кратер
- Морфологический каталог кратеров Луны
- Планетная номенклатура
- Селенография
- Минералогия Луны
- Геология Луны
- Поздняя тяжёлая бомбардировка